# Vladimir Yefimovich Klimovskikh
Vladimir Yefimovich Klimovskikh (tiếng Nga: Владимир Ефимович Климовских; 27 tháng 5 năm 1885 - 27 tháng 7 năm 1941) là một tướng lĩnh Hồng quân Liên Xô, từng giữ chức Tham mưu trưởng của Quân khu đặc biệt phía Tây và Phương diện quân Tây dưới quyền Đại tướng Dmitry Pavlov trong giai đoạn đầu của cuộc xâm lược Liên Xô (Chiến dịch Barbarossa) của Đức vào tháng 6 năm 1941. Sau thảm họa trong Trận Białystok–Minsk, Klimovskikh, cùng với tướng Pavlov và toàn bộ Bộ Tham mưu Phương diện quân (trừ phó tư lệnh Ivan Boldin đang trong vòng vây), được triệu hồi về Moskva, bị buộc tội không đủ năng lực quân sự và bị xử tử vào cuối tháng 7.

## Thiếu thời và Thế chiến thứ nhất
Klimovskikh sinh ngày 27 tháng 5 năm 1895 tại Kokand, là con trai của một viên chức. Sau khi tốt nghiệp năm 1912 tại trường Realschule ở Tashkent, Klimovskikh vào Trường Quân sự Alekseyev của Quân đội Đế quốc Nga ở Moskva, tốt nghiệp năm 1914. Ông được bổ nhiệm vào Trung đoàn Súng trường Siberia số 11 thuộc Sư đoàn Súng trường Siberia số 3, và phục vụ tại đó cho đến khi Quân đội Đế quốc Nga tan rã vào tháng 2 năm 1918.
Klimovskikh đã chiến đấu cùng trung đoàn trong Thế chiến thứ nhất ở Mặt trận phía Bắc, phục vụ ở các vị trí dưới chỉ huy tiểu đoàn. Sau Cách mạng Tháng Hai, ông được bầu làm ủy viên trung đoàn, tiểu đoàn trưởng. Klimovskikh kết thúc phục vụ trong Quân đội Đế quốc Nga với cấp bậc Đại úy; vào đầu năm 1918, ông và trung đoàn của mình chiến đấu chống lại quân đội dân tộc chủ nghĩa Rada Trung ương Ukraina gần Kiev.

## Nội chiến Nga
Klimovskikh gia nhập Hồng quân vào tháng 6 năm 1918 và được ghi danh vào khóa cơ sở của Học viện Bộ Tổng tham mưu. Ông không thể học tập do việc sơ tán Học viện đến Kazan và sự đào tẩu của chỉ huy và một phần của học viên đến phong trào Bạch vệ. Klimovskikh chiến đấu trong Nội chiến Nga, giữ chức vụ trợ lý tham mưu trưởng Tập đoàn quân 5 trên Mặt trận phía Đông từ tháng 8 năm 1918. Sau đó, ông giữ chức vụ trưởng phòng tác chiến thuộc Tập đoàn quân 3 và là quyền tham mưu trưởng của Sư đoàn súng trường số 27 trong khoảng thời gian từ tháng 3 đến tháng 4 năm 1919. Klimovskikh được chuyển đến Phương diện quân Tây sau thất bại của quân Bạch vệ ở phía đông và chiến đấu trong Chiến tranh Nga - Ba Lan với tư cách là trưởng phòng tác chiến của Tập đoàn quân 16, tham mưu trưởng của Sư đoàn Súng trường 57 trong tháng 4 và tháng 5 năm 1920, và là tham mưu trưởng của Cụm tác chiến Mozyr.

## Thời kỳ giữa các cuộc chiến tranh và Thế chiến thứ hai
Sau Nội chiến, ông là Tham mưu trưởng quân đoàn bộ binh, trưởng phòng, phụ tá cho trưởng ban chỉ huy các quân khu. Từ tháng 12 năm 1932 đến tháng 6 năm 1936, ông là cán bộ giảng dạy tại Học viện Quân sự Frunze. Năm 1935, ông được trao cấp bậc Lữ đoàn trưởng. Từ tháng 7 năm 1936, ông là trợ lý thanh tra quân đội và sau đó, vào tháng 2 năm 1938, là giảng viên cao cấp tại Học viện Quân sự Bộ Tổng tham mưu. Tháng 9 năm 1939, ông được bổ nhiệm làm Phó Tham mưu trưởng và sau đó từ tháng 7 năm 1940 giữ chức Tham mưu trưởng Quân khu Đặc biệt Miền Tây.
Khi Thế chiến thứ hai bùng nổ ở Mặt trận phía Đông, ông được bổ nhiệm làm Tham mưu trưởng Phương diện quân Tây dưới quyền tướng Dmitry Pavlov. Sau thất bại trong Trận Białystok–Minsk (diễn ra từ ngày 22 tháng 6 đến ngày 3 tháng 7 năm 1941), ông bị cách chức vào ngày 8 tháng 7 năm 1941 và bị buộc tội đã không hành động cũng như làm sụp đổ quyền kiểm soát quân đội. Ông bị Tòa án tối cao Liên Xô kết án tử hình vào ngày 22 tháng 7 năm 1941. Bản án được thi hành vào ngày 27 tháng 7 năm 1941 tại bãi bắn Kommunarka.
Ông đã được phục hồi danh dự vào năm 1957.

## Lược sử quân hàm
- Lữ đoàn trưởng (Комбриг; 13.12.1935)[2]
- Sư đoàn trưởng (Комдив; 22.02.1938)
- Thiếu tướng (04.06.1940)[3]